# Sokolče

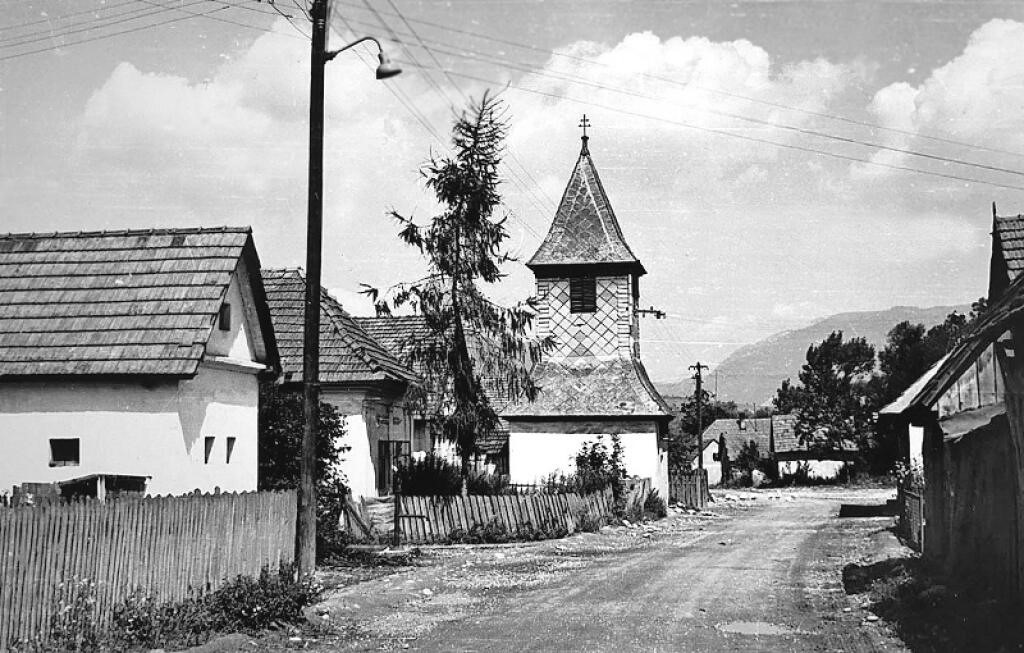
Der Glockenturm im Dorf Sokolče, das durch den Staudamm Liptovská Mara überflutet wurde. Die Glocke des Glockenturms befindet sich im Museum des Liptauer Dorfes in Pribylina.

Sokolče (ungarisch Szokolcs) ist eine heute nicht mehr existierende Ortschaft in der Slowakei westlich von Liptovský Mikuláš.
Der Ort wurde zum ersten Mal 1267 schriftlich erwähnt und war ursprünglich eine Siedlung königlicher Falkner. Ursprünglich gehörte das königliche Dorf zum Herrschaftsgebiet der Burg Liptau, nach deren Untergang bis zur Abschaffung der Leibeigenschaft im Jahr 1848 zum Herrschaftsgebiet der Burg Likava.
1609 entstand das Gemeindewappen, das drei von einem Herzen wachsende Rosen darstellt. Neben der Landwirtschaft war lange Flößerei eine bedeutende Einnahmequelle: an der Waag gab es eine Flößen-Anlegestelle, und am Ende des 18. Jahrhunderts arbeiteten 67 Flößner dort. 1877 entstand die erste Schule.
Bis 1918 gehörte der im Komitat Liptau liegende Ort zum Königreich Ungarn und kam danach zur Tschechoslowakei. 1930 wurde ein Fußballclub gegründet, in dem u. a. der spätere Nationalmannschaftsspieler Viktor Tegelhoff seine Karriere begann. 1955 entstand ein Eishockeyclub nach dem Bau einer Eisfläche, der zuerst auf Kreis-, später Regionalebene spielte.
In den 1960er Jahren begann der Bau der Talsperre Liptovská Mara. Zuerst wurde Sokolče 1971 Teil der Gemeinde Vlachy, bevor es 1975 im fertiggestellten Stausee verschwand. Die Katastralgemeinde besteht bis heute und umfasst etwa 4 km².

## Söhne und Töchter der Gemeinde
- Stan Mikita, geb. Stanislav Guoth (1940–2018), kanadischer Eishockeyspieler slowakischer Abstammung und Mitglied der Hockey Hall of Fame
- Ján Starší (1933–2019), tschechoslowakischer Eishockeyspieler und -trainer